# Diplacusis
La diplacusis, también llamada  diploacusia, diplacusia y diplacousis, es un síntoma poco frecuente que se produce cuando un individuo que es expuesto a un sonido de un tono puro, lo percibe de forma distorsionada como varios tonos diferentes. El fenómeno tiene lugar únicamente cuando el sonido es de baja intensidad, si el volumen aumenta, la distorsión desaparece. Se debe a una alteración en el oído interno y puede asociarse a diferentes patologías, entre ellas hipoacusia unilateral, tinnitus y enfermedad de Meniere.

## Tipos
Se distingue diplacusis binauralis (diploacusia binaural), la forma más frecuente, cuando se escucha un tono diferente con cada oído y diplacusis monauralis (diploacusia monoaural), cuando un solo oído percibe los dos tonos.